# Gertrud Langer
Gertrud Langer ist eine ehemalige deutsche Fußballspielerin, die dem FC Bayern München von 1970 bis 1976 angehörte und 1976 Deutscher Meister wurde.

## Karriere

### Beginn
Langer folgte dem in der Süddeutschen Zeitung inserierten Aufruf zur Spielersichtung für die gegründete Frauenfußballabteilung des FC Bayern München – und gehörte nach der ersten Sichtung zu den ausgewählten „Spielerinnen der ersten Stunde“. Als eine von 40 Talentierten lernt sie zunächst unter dem 32-jährigen Karl-Heinz Mainz, Student für Englisch und Sport mit gleichzeitiger Bundesliga-Trainerlizenz und seit einem Jahr Trainer der Amateurmannschaft des FC Bayern München, das fußballerische Einmaleins. Das Angebot des ASV Landau zur Wies'n-Zeit gegen die Bayernfrauen spielen zu wollen, wird vom Trainer mit den Worten „Unsere Damen treten erst auf, wenn Sie wirklich gut Fußball spielen können“ abgelehnt. Nach drei Monaten akribischen Trainings, findet das erste Spiel am 17. Oktober 1970 beim SC Olching statt und wird mit 7:1 gewonnen – mit dabei: Gertrud Langer (Torschützin zum 7:0) und u. a. Christa Dorfmeister (Torschützin zum 4:0 + 5:0), Edda Haller (Torschützin zum 2:0 + 3:0), Monika Schmidt und Christl Süss (Torschützin zum 1:0).
Aus der durch den BFV organisierten 1. Damenmeisterschaft, ging Schmidt mit ihrer Mannschaft zunächst als Meister der Runde Großraum-München mit 28:0 Punkten und 114:2 Toren hervor, anschließend als Oberbayerischer Meister, da das Finale am 6. November 1971 auf dem Platz des BC Aichach vor 1200 Zuschauern mit 7:0 gegen den FC Ehekirchen gewonnen wurde.
Die Meistermannschaft: Rosemarie Schneider – Maria Resch, Christa Dorfmeister, Monika Schmidt, Heidemarie Kasimir – Anneliese Probst, Christl Süss, Olga Schütz – ? Wintermeier, Edda Haller, Gertrud Langer
Das Spieljahr 1971 wurde mit 32 Siegen, 1 Remis, 1 Niederlage und einem Torverhältnis von 251:13 abgeschlossen.
Mit dem am 11. November 1972 mit 4:2 gegen die SpVgg Landshut gewonnenen Spiel im Olympiastadion München – vor der Bundesliga-Begegnung FC Bayern München – Hannover 96 (7:2) – gewann sie mit ihrer Mannschaft – nunmehr unter Trainer Fritz Bank – die erste ausgetragene Bayerische Meisterschaft, der noch 18 nacheinander folgen sollten.
Die Meistermannschaft: Rosemarie Schneider – Inka Stangl, Christa Dorfmeister, Heidemarie Kasimir, Anneliese Probst – Christl Süss, Monika Schmidt, Olga Schütz – Bärbel Zeug, Cornelia Doll, Gertrud Langer

### Fortsetzung und Deutsche Meisterschaft
Im Finale um den Goldpokal – ein ohne die Zustimmung des DFB organisiertes Turnier der Landesverbandsmeister um die Deutsche Meisterschaft, und daher inoffiziell – unterlag der FC Bayern München dem TuS Wörrstadt am 29. September 1973 in Rüsselsheim mit 1:3.
Bei der ersten vom DFB ausgerichteten Meisterschaft im Frauenfußball scheiterte ihre Mannschaft 1974 bereits in der Vorrunde. Diese wird 1975 – nach Siegen über den FC Hellas Marpingen und den VfL Schorndorf – erfolgreich abgeschlossen und mit dem 2:1-Halbfinalsieg über Tennis Borussia Berlin das Finale erreicht. Am 15. Juni 1975 unterlag sie mit ihrer Mannschaft im Sportpark des Bonner Stadtteils Pennenfeld im Stadtbezirk Bad Godesberg der Mannschaft des Bonner SC mit 2:4. Neben Doris Niederlöhner, die zur 1:0-Führung in der dritten Minute traf, war sie die zweite Torschützin; sie erzielte das Tor zur abermaligen Führung zum 2:1 in der 27. Minute.
Am 20. Juni 1976 war sie mit ihrer Mannschaft erfolgreich. Im Siegener Leimbachstadion wurde Tennis Borussia Berlin mit 4:2 nach Verlängerung bezwungen, nachdem es am Ende der regulären Spielzeit von 60 Minuten 2:2 gestanden hatte.

## Erfolge
- Deutscher Meister 1976
- Zweiter der Meisterschaft 1973 (inoffiziell), 1975
- Bayerischer Meister 1972–1976
- Oberbayerischer Meister 1971